# Storuman (comuna)
Storuman (em sueco: Storuman kommun) é uma comuna da Suécia localizada no condado de Bótnia Ocidental. Sua capital é a cidade de Storuman. Possui 7 300 quilômetros quadrados e segundo censo de 2018, havia 5 912 habitantes.